# 윌리엄 월워스

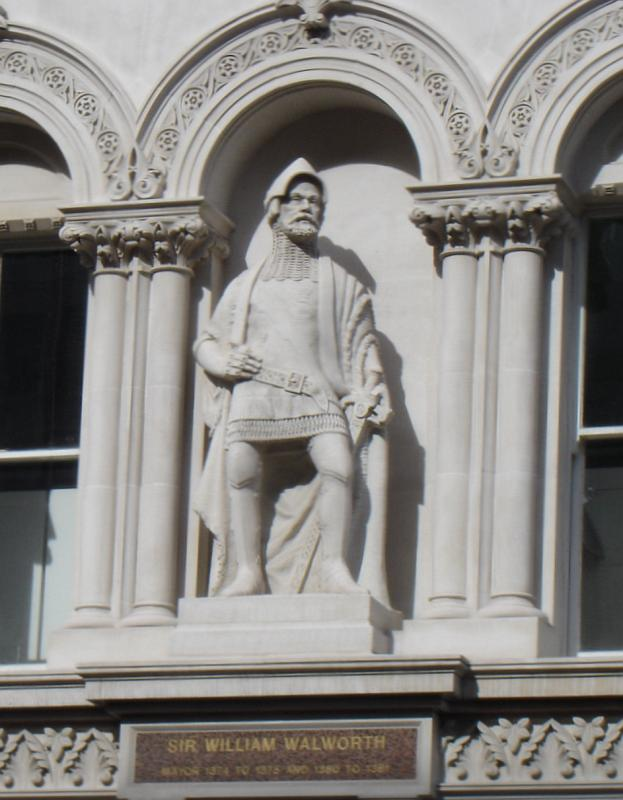
홀번 고가교에 서 있는 윌리엄 월워스의 조각상.

윌리엄 월워스 경(Sir William Walworth, ? ~ 1385년)은 런던 시장경을 두 차례(1374년 ~ 75년, 1380년 ~ 81년) 역임한 인물이다. 와트 타일러를 참살한 것으로 유명하다.
더럼 출신이다. 생선장수 길드의 조합원이었던 존 러브킨(John Lovekyn)의 도제가 되었다가 1368년 그의 뒤를 이어 브리지 구의 부시장이 되었다. 1370년에는 주장관이 되었고 1374년 시장이 되었다.
시장 임기 중에는 사금융을 탄압했다고 알려져 있다. 국왕 리처드 2세의 삼촌인 제1대 랭커스터 공작 곤트의 존을 추종했는데, 당시 런던에서 곤트의 존은 원성을 많이 사고 있었다. 한때 제프리 초서 밑에서 세관원으로 일한 적도 있다고 한다.
1381년 와트 타일러의 난이 일어났을 때 국왕과 와트 타일러가 스미스필드에서 회동했을 당시 국왕을 수행하다가 와트 타일러를 급습해 살해했다. 이후 국왕을 호위했고 그 공으로 기사작위와 연금을 하사받았다.
1385년에 죽어 세인트마이클(St. Michael)의 교회에 묻혔다. 시티오브런던 경계선 부근에 있는 홀번 고가교에 월워스의 조각상이 있다.

## 참고 자료
- This article incorporates text from a publication now in the public domain: Chisholm, Hugh, ed. (1911). "Walworth, Sir William". Encyclopædia Britannica (11th ed.). Cambridge University Press.